# 多元性化學敏感症
多元性化學敏感症（簡稱MCS）是指因接觸小量化學品而產生的一系列慢性疾病症狀。誘發此症的化學品可以是農藥、塑料、化學纖維、人工香料、石油產品及油漆等，但症狀的實際成因不明。此症的症狀因人而異，可以包括噁心、疲勞及頭痛等。